# Натолін-Керноський
Натолін-Керноський (пол. Natolin Kiernoski) — село в Польщі, у гміні Кернозя Ловицького повіту Лодзинського воєводства.
Населення — 120 осіб (2011).
У 1975-1998 роках село належало до Плоцького воєводства.

## Демографія
Демографічна структура станом на 31 березня 2011 року:
|          | Загалом | Допрацездатний вік | Працездатний вік | Постпрацездатний вік |
| -------- | ------- | ------------------ | ---------------- | -------------------- |
| Чоловіки | 59      | 17                 | 35               | 7                    |
| Жінки    | 61      | 8                  | 33               | 20                   |
| Разом    | 120     | 25                 | 68               | 27                   |